# Belenois sudanensis
Belenois sudanensis är en fjärilsart som först beskrevs av Talbot 1929.  Belenois sudanensis ingår i släktet Belenois och familjen vitfjärilar.
Artens utbredningsområde är Sudan. Inga underarter finns listade i Catalogue of Life.